# Maria Neustift
Maria Neustift è un comune austriaco di 1 579 abitanti nel distretto di Steyr-Land, in Alta Austria.